# Calle 54
Calle 54 é um filme documentário espanhol de 2000 dirigido por Fernando Trueba e sobre o jazz latino. O filme consiste de performances em estúdio de vários músicos de jazz latino. Artistas em destaque incluem Chucho Valdés, Bebo Valdés, Eliane Elias, Gato Barbieri, Tito Puente, Paquito D'Rivera, Chano Domínguez e Michel Camilo.